# 浙江红螯蛛
浙江红螯蛛（学名：Chiracanthium zhejiangensis）为管巢蛛科红螯蛛属的动物。分布于朝鲜以及中国大陆的浙江、湖南、安徽、四川等地，常栖息于草丛、果园以及多种农田。该物种的模式产地在浙江。